# Valle dell'Orkhon
Il paesaggio culturale della valle dell'Orkhon si trova lungo le rive del fiume Orhon nella Mongolia centrale, 360 km ad ovest della capitale Ulan Bator. Venne inserito tra i patrimoni dell'umanità dell'UNESCO quale esempio di evoluzione delle tradizioni pastorali nomadi nell'arco di due millenni.

## Importanza
Per molti secoli la valle dell'Orkhon fu la sede del potere imperiale delle steppe. Le prime prove sono rappresentate da una stele in pietra con iscrizioni runiche, eretto nella valle da Bilge Khagan, un imperatore dell'ottavo secolo dell'impero Göktürk. Circa 25 chilometri a nord della stele, all'ombra della sacra montagna-foresta di Ötüken, si trovava l'Ördü, la capitale nomade. Durante la dominazione Qidan la stele venne riscritta in tre lingue, in modo da ricordare gli eventi dei Qidan.
Le montagne vennero considerate sacre dal Tengriismo quale axis mundi, soprattutto Ötüken a causa degli spiriti ancestrali dei khagan e dei beys che vi abitarono. Una forza chiamata qut veniva ritenuta in grado di emanare potere da questa montagna, concedendo ai khagan il diritto divino di regnare sulle tribù Turkic. Chiunque controllasse questa valle sarebbe stato considerato leader spirituale dei Turchi. Per questo motivo il controllo della valle dell'Orkhon fu di importanza strategica per ogni stato turco. Storicamente ogni capitale turca (Ördü) venne stabilita qui per questo motivo.

## Luoghi
I monumenti principali della valle sono i seguenti:

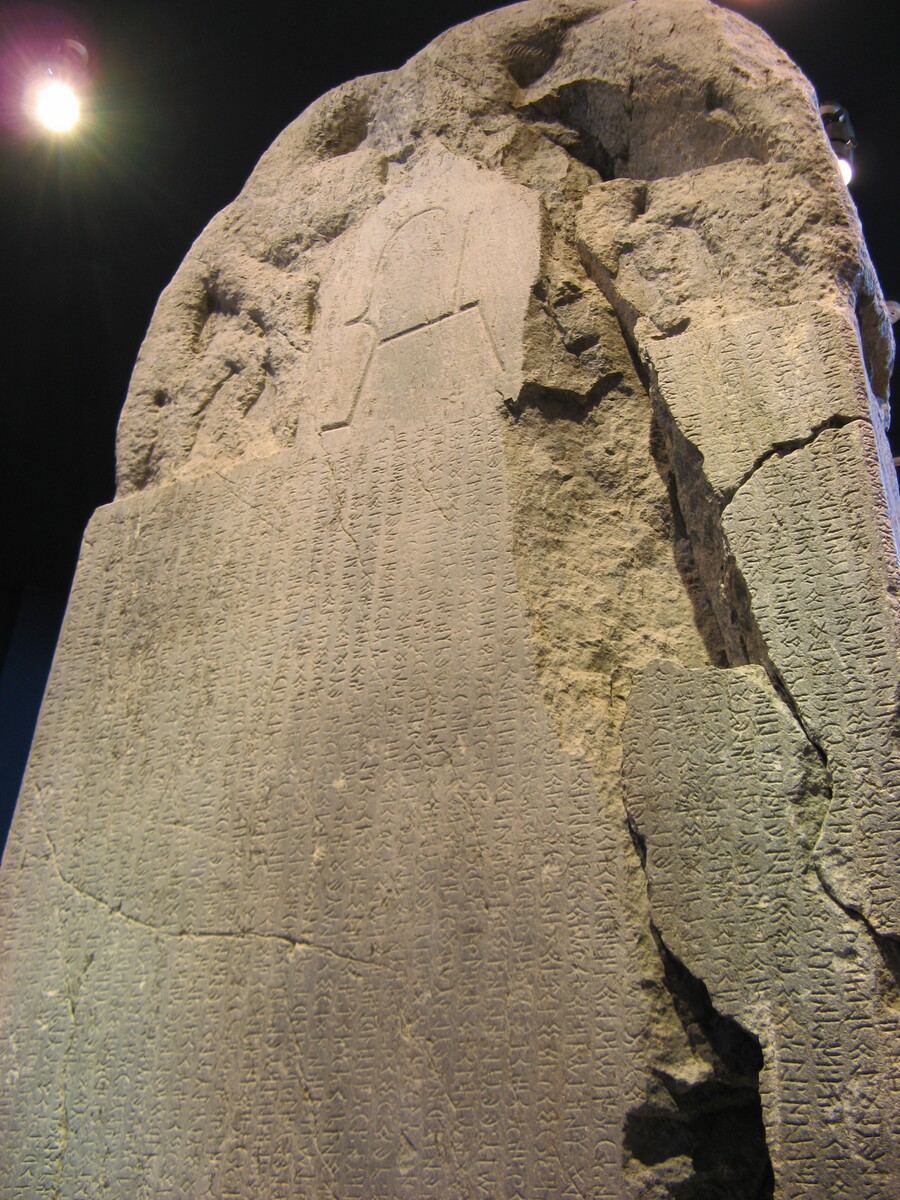
Monumento a Kul Tegin

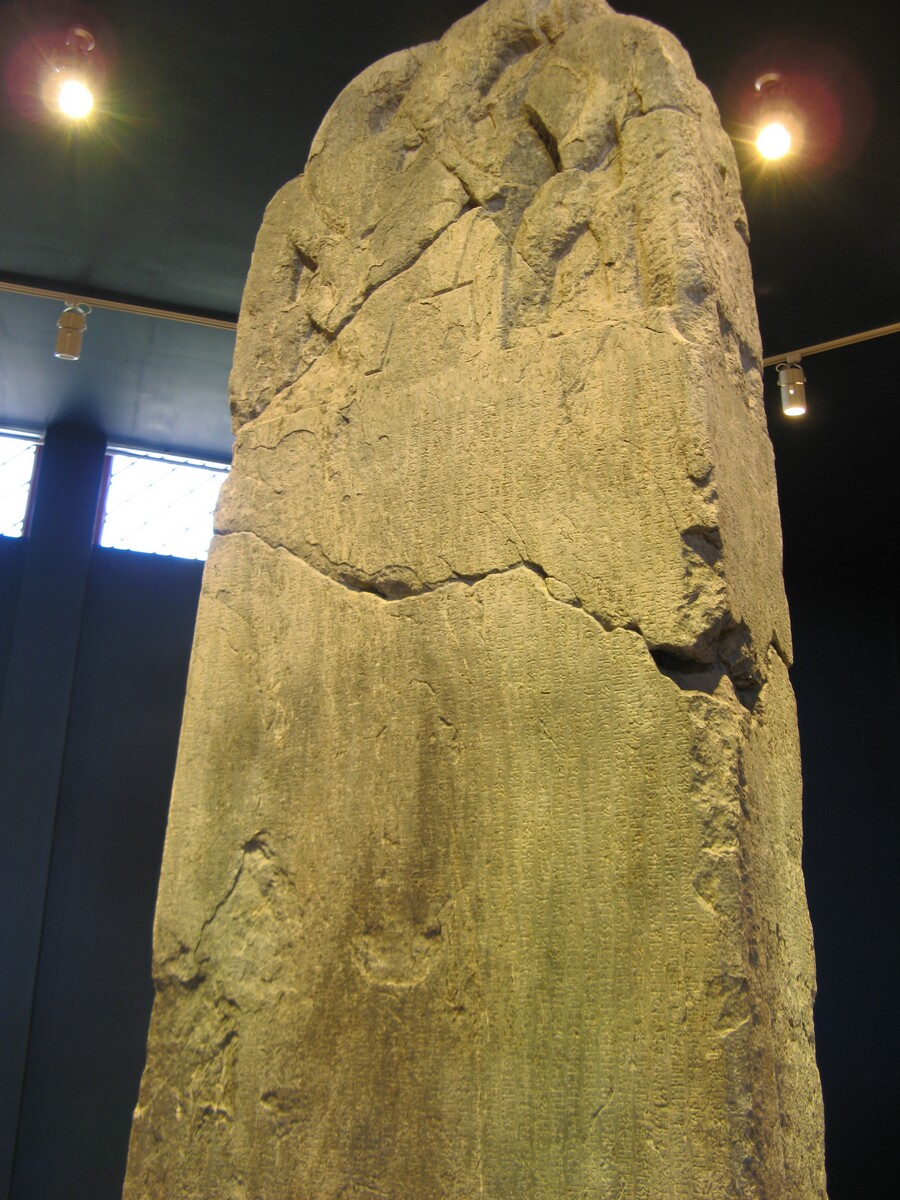
Monumento a Bilge Khagan

1. Memoriali dell'inizio dell'VIII secolo dedicati a Bilge Khagan e Kul Tigin, con le loro iscrizioni Orkhon, sono riconosciuti come i più sorprendenti monumenti dell'impero nomade dei Göktürk. Vennero scavati e decifrati dagli archeologi russi nel 1889-1893.
2. Rovine di Ordu-Baliq, capitale dell'VIII secolo del Khaganato uiguro, che occupa 50 chilometri quadri e contiene i resti di un palazzo, negozi, templi, monasteri, ecc.
3. Rovine della capitale di Gengis Khan a Karakorum, che potrebbe aver compreso al suo interno il famoso palazzo Xanadu.
4. Il monastero di Erdene Zuu è il primo monastero buddhista della Mongolia. Venne in parte distrutto dalle autorità comuniste nel 1937-1940.
5. L'eremo di Tuvkhun è un altro monastero spettacolare, dominante una collina a 2600 metri slm. Anch'esso venne completamente distrutto dai comunisti.
6. Resti del palazzo mongolo di Doit Hill (XIII e XIV secolo), che si crede sia stato la residenza di Ögödei.